# The A.V. Club
The A.V. Club är en nöjestidning och webbplats publicerad av The Onion. Tidningen innehåller recensioner av filmer, TV, böcker, spel och DVD, samt intervjuer och nyheter bland populärkulturen. Olikt The Onion är inte The A.V. Club en satirisk publikation, fast humor kan förekomma i artiklarna.

## Historia
The A.V. Club bildades 1993, fem år efter The Onion (A.V. var en förkortning för "Audiovisual"). 1996 lanserades både The Onion och The A.V. Club på Internet. 2005 gjordes The A.V. Clubs webbplats om drastiskt och fick mer den funktion den har idag, med bloggar och kommentarer från användare.